# Exocentrus bauhiniae
Exocentrus bauhiniae es una especie de escarabajo longicornio del género Exocentrus, subfamilia Lamiinae. Fue descrita científicamente por Fisher en 1934.
Se distribuye por Indonesia. Mide 4,25-5,5 milímetros de longitud. El período de vuelo ocurre en los meses de marzo, abril y octubre.